# Silnice II/227
Silnice II/227 je spojnicí města Žatec s Rakovníkem a městysem Křivoklát. Ze Žatce vychází ze silnice II/225 jižním směrem na kruhovém objezdu v Komenského sadech. Zhruba v polovině své délky přetíná silnici I/6 a končí v Křivoklátu pod hradem napojením na silnici II/201. Na této silnici jsou čerpací stanice v Žatci, v Kněževsi, v Rakovníku a také v Křivoklátu. Celková délka této silnice je zhruba 48 km.

## Popis trasy
| Vzdál. v km | Místo              | Popis | Nadm. výška |
| ----------- | ------------------ | --- | ----------- |
| 0           | Žatec              | začátek výjezdem z kruhového objezdu na Komenského aleji jižním směrem do ulice Volyňských Čechů                               | 255         |
| 0,85        |                    | silnice pokračuje až na konec města                                                                                            | 265         |
| 1,4         |                    | vpravo se nachází odbočka pro napojení na silnici I/27                                                                         | 278         |
| 4,5         |                    | prudké stoupání, rovinka a dolů na přejezd přes železniční trať 124                                                            | 240         |
| 4,9         | Holedeček          | odbočka vlevo na III/22723 do obcí Veletice a Liběšice; odbočka vpravo na III/22720 do obce Měcholupy                          | 234         |
| 5,3         | Holedeč            | most přes potok Blšanka | 222         |
| 8,3         |                    | stoupání a v lese odbočka vlevo na III/22716 do obcí Lhota, Nečemice, Kluček a Liběšice; vpravo na III/22715 do obce Měcholupy | 333         |
| 8,8         | žel. stanice Sádek | přejezd přes železniční Trať 124                                                                                               | 345         |
| 9,7         |                    | na výjezdu z lesa vpravo odbočka na III/22712 na Měcholupy                                                                     | 357         |
| 10          |                    | vlevo odbočka na III/22711 do obce Sádek                                                                                       | 363         |
| 11          |                    | stoupání serpentinami vpravo; přímo odbočka na III/22710 do Deštnice                                                           | 393         |
| 13          |                    | vpravo odbočka na III/2212 do obce Velká Černoc                                                                                | 431         |
| 15          | Nová Hospoda       | na výjezdu z osady odbočka vlevo na III/22710 do Deštnice                                                                      | 443         |
| 16          |                    | oblouk mírně vpravo; přímo odbočka na III/2279 do obcí Janov a Povlčín                                                         |             |
| 18          | Svojetín           | vlevo odbočka na III/2278 do obce Povlčín; vpravo odbočka na II/221 do obce Velká Černoc a dál                                 | 412         |
| 20          |                    | vpravo odbočka na III/2277 do obce Veclov; přímo přes železniční přejezd Trať 126                                              | 404         |
| 21          | silnice I/6        | STOP – pokračování vpravo | 398         |
| 21,5        |                    | společně s I/6 přes železniční přejezd – Trať 126                                                                              | 402         |
| 22          | silnice I/6        | ze silnice I/6 odbočuje II/227 vlevo                                                                                           | 405         |
| 24          | Kněževes           | pokračování vlevo; přímo se napojuje III/2275 do obce Kolešovice a III/2276 do obce Přílepy                                    | 368         |
| 25          | Kněževes           | oblouk mírně vpravo; přímo vede odbočka na III/2274 do obce Chrášťany                                                          | 367         |
| 25,5        | Kněževes           | přejezd přes železniční Trať 125                                                                                               | 365         |
| 27          |                    | přejezd přes železniční trať 126                                                                                               | 377         |
| 30          |                    | trasa přímo - zprava se napojuje II/228 z Jesenice                                                                             | 346         |
| 32          | Rakovník           | Sixtovo náměstí - odbočení vpravo, z protisměru se napojuje II/229                                                             | 327         |
| 33          | Rakovník           | II/227 a II/229 společně až na křižovatku U Tyláku – silnice II/227 pokračuje přímo                                            | 321         |
| 34          | Rakovník           | kruhový objezd – II/227 hned prvním výjezdem odbočuje vpravo                                                                   | 323         |
| 35          | Rakovník           | průjezd pod viaduktem (Trať 120) a na konci města přes most přes Lišanský potok                                                | 317         |
| 38          |                    | strmým dlouhým výjezdem na vrcholek vrchu Špičák                                                                               | 469         |
| 40          |                    | rovným dlouhým sestupem až na křižovatku – odbočka vlevo na III/2273 do obce Nový Dům                                          | 437         |
| 43          |                    | dlouhý průjezd lesem, na konci vpravo odbočka na III/2233 do obcí Pustověty a Lašovice                                         | 387         |
| 46          | Městečko           | most přes Rakovnický potok a za ním hned vpravo odbočka na III/2271 do Kalubice                                                | 264         |
| 47          | Křivoklát          | hned na vjezdu do obce je most přes Rakovnický potok                                                                           | 266         |
| 48          | Křivoklát          | konec silnice pod hradem napojením na silnici II/201                                                                           | 262         |